# Karl-Wilhelm Michel
Karl-Wilhelm Michel (* 17. September 1950 in Buhlen) ist ein deutscher Politiker (CDU). Er war 1999 für wenige Monate Abgeordneter im Hessischen Landtag.

## Leben
Michel besuchte von 1956 bis 1964 die Volksschule in Buhlen. Danach machte er von 1965 bis 1968 eine landwirtschaftliche Lehre, während er gleichzeitig die Mittelpunktschule in Bergheim besuchte. Die Lehre schloss er 1968 mit der Gehilfenprüfung ab. Von 1969 bis 1970 besuchte er eine landwirtschaftliche Fachschule. Nach einigen Jahren praktischer Arbeit folgte 1979 die Prüfung zum Landwirtschaftsmeister. Danach übernahm er den Landwirtschaftsbetrieb seiner Eltern.

## Wirken
Michel ist seit 1968 Mitglied der CDU. Ab 1972 war er Kreistagsabgeordneter und seit 1994 stellvertretender Kreisvorsitzender der CDU in Waldeck-Frankenberg. Bei der Landtagswahl 1999 zog er in den Hessischen Landtag ein, aus dem er nach vier Monaten Zugehörigkeit freiwillig wieder ausschied. Er war stellvertretender Fraktionsvorsitzender der CDU-Fraktion. Für ihn rückte Elisabeth Apel nach.